# Glauco Rodrigues
Glauco Rodrigues (Bagé, 5 de março de 1929 — Rio de Janeiro, 19 de março de 2004) foi um pintor, desenhista e gravador brasileiro. É considerado um dos maiores pintores da arte brasileira contemporânea.

## Biografia
Começou a pintar em 1945, e expôs pela primeira vez em 1948, na mostra que ficou conhecida como os Os Novos de Bagé, nome dado pela imprensa de Porto Alegre, onde frequentava a Escola de Belas-Artes. Logo depois transferiu-se para o Rio de Janeiro, onde estudou na Escola Nacional de Belas Artes. Voltando a Porto Alegre, criou o Clube da Gravura de Porto Alegre e o Clube da Gravura de Bagé, em 1950, juntamente com Carlos Scliar, Glênio Bianchetti, Danúbio Gonçalves e Vasco Prado. De volta ao Rio no final da década, iniciou-se na carreira de ilustrador.
Em 1960, participou do IX Salão Nacional de Arte Moderna, quando obteve o prêmio de viagem ao exterior. Participou da Bienal de Paris em 1961 e, no ano seguinte, viajou para Roma, onde permaneceu até 1965. Realizou exposições individuais em Munique, Stuttgart e Frankfurt. Em Roma, em 1963, expôs na Galeria d'Arte della Casa do Brasil e, em 1964, participou da XXXII Bienal de Veneza. Em 1967 foi premiado na IX Bienal Internacional de Arte de São Paulo.

## Obra
Em 1980, pintou o quadro A Primeira Missa no Brasil, uma espécie de releitura da obra de Vitor Meireles, oferecido pelo governo brasileiro ao Papa João Paulo II. Em 1985 realizou aquarelas de paisagens gaúchas para a abertura e as vinhetas da minissérie O tempo e o vento, da Rede Globo, obras estas que se encontram atualmente no MARGS, em Porto Alegre.
É o autor do painel em mosaico na entrada da Fundação Oswaldo Cruz, no Rio de Janeiro, uma obra gigantesca, toda construída em pastilhas, e encomendada para celebrar o centenário da entidade, no ano de 2000. A obra destaca as figuras de Oswaldo Cruz, Carlos Chagas e também de Louis Pasteur, exibindo ainda as expedições científicas na Amazônia. Outro painel realizado por ele se encontra na estação de passageiros do Aeroporto Internacional de Salvador, na Bahia, e que retrata os costumes e manifestações folclóricas baianas.
Glauco Rodrigues também foi o criador da capa do livro Morte e Vida Severina, de João Cabral de Melo Neto, e do cartaz do filme Garota de Ipanema, de Leon Hirzman.

### Livros
- Glauco Rodrigues,[5] Editora Salamandra, 1989.

Livro que registra a obra de Glauco Rodrigues até então. Com textos de Luis Fernando Verissimo.
- O Arteiro e O Tempo,[6] Editora Berlendis e Vertechia, 1994.

Livro também escrito em parceira com Luis Fernando Verissimo.

### Prêmios
- 1987 - Prêmio Golfinho de Ouro Artes Plásticas do Governo do Estado do Rio de Janeiro[17]
- 1999 - Prêmio Ministério da Cultura Cândido Portinari - Artes Plásticas[17]

## Morte
Glauco Rodrigues morreu vítima de uma parada respiratória, aos 75 anos, no Rio de Janeiro. Está enterrado no Cemitério São João Batista, em Botafogo.

## Documentário
Em 2015 foi lançado um documentário sobre o artista, com o título Glauco do Brasil, sob direção de Zeca Brito e duração de 90 minutos.
O filme retrata a vida e a obra do artista, sendo mostrado o início de sua carreira, abordando a fundação do Clube da Gravura de Bagé, sua cidade natal, e de Porto Alegre, junto com outros artistas plásticos e pintores, como Carlos Scliar, Danúbio Gonçalves, Vasco Prado e Glênio Bianchetti. A trajetória de Glauco Rodrigues é retratada através de uma série de entrevistas, imagens de arquivo e de depoimentos de críticos e amigos.

## Referência bibliográfica
- Dicionário de Artes Plásticas no Rio Grande do Sul, de Renato Rosa e Décio Presser (Editora da Universidade)
- Glauco Rodrigues, auto. 2010 CVTR.